# Iwan Pietrow (1918–2000)
Iwan Iwanowicz Pietrow (ros. Иван Иванович Петров, ur. 20 lipca 1918 w miejscowości Andriejewka w guberni permskiej, zm. 2000) – radziecki działacz partyjny i państwowy.

## Życiorys
W latach 1934–1937 uczył się w technikum rolniczym w Krasnoufimsku, 1937–1941 pracował jako agronom w stanicy maszynowo-traktorowej i główny agronom rejonowego oddziału rolnego w Komi-Permiackim Okręgu Narodowym, od 1940 należał do WKP(b), 1941–1949 był dyrektorem stanicy maszynowo-traktorowej. Od lutego 1949 do września 1950 był przewodniczącym komitetu wykonawczego rady rejonowej, od września 1950 do maja 1954 I sekretarzem rejonowego komitetu WKP(b)/KPZR, od lutego 1954 do lutego 1958 kierownikiem Wydziału Rolnego Komitetu Obwodowego KPZR w Mołotowie (Permie), a od lutego 1958 do stycznia 1961 sekretarzem Komitetu Obwodowego KPZR w Mołotowie/Permie. Od 17 grudnia 1962 do grudnia 1964 był przewodniczącym Komitetu Obwodowego Permskiej Wiejskiej Rady Obwodowej, od grudnia 1964 do listopada 1966 I zastępcą przewodniczącego Komitetu Wykonawczego Permskiej Rady Obwodowej, a od listopada 1966 do grudnia 1979 przewodniczącym Rady Ministrów Jakuckiej ASRR.

## Odznaczenia
- Order Rewolucji Październikowej (1971)
- Order Czerwonego Sztandaru Pracy (dwukrotnie - 1968 i 1978)
- Order „Znak Honoru” (1973)
- Zasłużony Pracownik Gospodarki Narodowej Jakuckiej ASRR (1972)